# Euploea palmedo
Euploea palmedo är en fjärilsart som beskrevs av William Doherty 1891. Euploea palmedo ingår i släktet Euploea och familjen praktfjärilar. Inga underarter finns listade i Catalogue of Life.